# アレッサンドロ・ガルビシ
アレッサンドロ・ガルビシ（Alessandro Garbisi、2002年4月11日 - ）は、ユナイテッド・ラグビー・チャンピオンシップ、ベネットン・ラグビーに所属するラグビーユニオン選手。

## プロフィール
- イタリア、ヴェネツィア出身[1]。
- ポジションはスクラムハーフ(SH)。
- 身長 174cm、体重 83kg
- 兄のパオロもラグビー選手。
- U20イタリア代表に選ばれたことがある[2]。
- イタリア代表キャップは7（2024年2月現在）でラグビーワールドカップ2023のイタリア代表に選ばれた[3]。

## 略歴
モリアーノを経て、2021年、ベネットンに加入。 